# Thiago Almada
Thiago Ezequiel Almada (ur. 26 kwietnia 2001 w Ciudadeli) – argentyński piłkarz występujący na pozycji ofensywnego pomocnika, reprezentant Argentyny. Posiada również obywatelstwo włoskie.

## Kariera klubowa
Przygodę z futbolem rozpoczął w drużynie Club Atlético Vélez Sarsfield, gdzie w argentyńskiej Superlidze zadebiutował wraz z dniem 11 sierpnia 2018 w meczu przeciwko Newell's.

## Kariera reprezentacyjna
Karierę reprezentacyjną rozpoczął od występów w młodzieżowych reprezentacjach Argentyny. Między innymi w zespołąch U-20 oraz U-23. W 2021 roku został powołany do Olimpijskiej Reprezentacji Argentyny na Letnie Igrzyska Olimpijskie 2020, gdzie wystąpił w dwóch meczach.
23 marca 2023 w towarzyskim meczu przeciwko Panamie (2:0) strzelił premierowego gola dla seniorskiej reprezentacji.